# Смертная казнь в Алжире
Смертная казнь является законным наказанием в Алжире. Несмотря на его законность, последние казни были проведены в 1993 году в отношении семи неназванных исламских террористов. Из-за длительного моратория на казни Алжир считается «аболиционистом на практике».
Методы казни в Алжире — расстрел стрелковым подразделением и обычный расстрел. Смертная казнь является законным наказанием за различные преступления, включая государственную измену; шпионаж; убийство при отягчающих обстоятельствах; кастрация, приводящая к смерти; поджог (или уничтожение с применением взрывных устройств) зданий, транспортных средств или урожая, повлекший смерть; умышленное уничтожение военной техники, повлекшее за собой смерть; попытки смены режима или действия, направленные на подстрекательство; разрушение территории; вредительство коммунальным и хозяйственным службам; массовые убийства и бойни; участие в вооружённых бандах или в повстанческих движениях; подделка; терроризм; акты пыток или жестокости; похищение; кража при отягчающих обстоятельствах; некоторые военные преступления; отравление; покушение на преступление, караемое смертью; и некоторые случаи рецидивизма и лжесвидетельства, повлекшие за собой вынесение смертного приговора.
Алжир проголосовал за все восемь резолюций ООН о моратории на смертную казнь в 2007, 2008, 2010, 2012, 2014, 2016, 2018 и 2020 годах. Он также был соавтором резолюций, по крайней мере, с момента принятия резолюции 2012 года.